# یواس‌اس واتونون (آی‌دی-۴۲۹۶)
یواس‌اس واتونون (آی‌دی-۴۲۹۶) (به انگلیسی: USS Watonwan (ID-4296)) یک کشتی بود که طول آن ۴۱۷ فوت ۹٫۵ اینچ (۱۲۷٫۳۴۳ متر) بود. این کشتی در سال ۱۹۱۸ ساخته شد.